# C-TV
C-TV is een Nederlandse publiek lokale televisiezender die valt onder Stichting Omroep Castricum met als doel het verzorgen van lokale tv-uitzendingen voor de regio Castricum. C-TV is de lokale televisiezender voor Akersloot, Bakkum, Castricum, Limmen en De Woude.  
Op C-TV staat het laatste lokale en regionale nieuws, sportnieuws, cultureel nieuws, nieuws van gemeente Castricum aangevuld met veel foto's. Daarnaast worden er regelmatig documentaires uitgezonden. Deze worden in eigen productie gemaakt of aangeleverd door verenigingen en instellingen. C-TV wordt door de eigen centrale nieuwsredactie dagelijks onderhouden.